# Doc Hastings

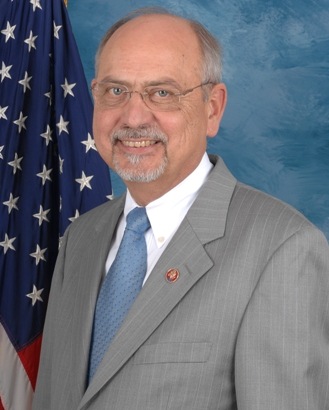
Doc Hastings

Richard Norman "Doc" Hastings, född 7 februari 1941 i Spokane, Washington, är en amerikansk republikansk politiker. Han representerade delstaten Washingtons fjärde distrikt i USA:s representanthus 1995-2015.
Hastings studerade vid Columbia Basin College och Central Washington State College (numera Central Washington University) utan att utexamineras.
Hastings förlorade i kongressvalet 1992 mot demokraten Jay Inslee. Han utmanade sedan Inslee i kongressvalet 1994 och vann, och omvaldes sedan nio gånger. I representanthuset var han 2011–2015 ordförande för naturresursutskottet. 2014 valde han att inte ställa upp för omval för en elfte mandatperiod.